# B in the Mix: The Remixes Vol. 2
B in the Mix: The Remixes Vol. 2 е вторият албум с ремикси на Бритни Спиърс издаден на 7 октомври 2011 от RCA Records.
Албумът включва ремикси на песни от албумите Blackout (2007), Circus (2008) и Femme Fatale (2011), както и ремикс на парчето „3“ от The Singles Collection (2009).
През ноември 2005 г. Бритни Спиърс издаде първия си албум с ремикси, B in the Mix: The Remixes. През следващите шест години, тя издава три студийни албума, песни от които са ремиксирани в B in the Mix: The Remixes Vol. 2.

## Списък с песни

### Оригинален траклист
1. Criminal (Radio Mix) – 3:45
2. Gimme More (Kaskade Club Mix) – 6:08
3. Piece of Me (Tiësto Club Mix) – 7:53
4. Radar (Tonal Club Mix) – 4:55
5. Womanizer (Benny Benassi Extended) – 6:17
6. Circus (Linus Loves Remix) – 4:39
7. If U Seek Amy (U-Tern Remix) – 6:10
8. 3 (Manhattan Clique Club Remix) – 5:42
9. Till the World Ends (Alex Suarez Club Remix) – 5:18
10. I Wanna Go (Gareth Emery Remix) – 5:26

### Японско издание
1. Gimme More (Kaskade Club Mix) – 6:08
2. Piece of Me (Tiësto Club Mix) – 7:53
3. Radar (Tonal Club Remix) – 4:55
4. Womanizer (Benny Benassi Extended) – 6:17
5. Circus (Linus Loves Remix) – 4:39
6. If U Seek Amy (U-Tern Remix) – 6:10
7. 3 (Manhattan Clique Club Remix) – 5:42
8. Till the World Ends (Alex Suarez Club Remix) – 5:18
9. I Wanna Go (Gareth Emery Remix) – 5:26
10. Criminal (Varsity Team Extended Remix) – 6:34
11. Break the Ice (Tonal Remix) – 4:52
12. Hold It Against Me (Funk Generation Club Remix) – 6:48
13. My Prerogative (X-Press 2 Radio Edit) – 4:17
14. Criminal (Tom Piper & Riddler Remix Radio Edit) – 3:38